# Bill Hobbs
William Barton Roger "Bill" Hobbs, född 30 juli 1949 i Ponce, Puerto Rico, död 4 januari 2020 i Dartmouth, Massachusetts, var en amerikansk roddare.
Han tog OS-silver i åtta med styrman i samband med de olympiska roddtävlingarna 1972 i München.
Han är yngre bror till den före detta roddaren Franklin Hobbs.